# Stig Gustavson
Stig Gunnar Gustavson, född 17 juni 1945 i Stockholm, är en finländsk industriman. 
Gustavson, som blev diplomingenjör 1971, var direktör vid Kone Oy 1982–1988 och verkställande direktör för Kone Cranes 1988–1994. Han blev 1994 verkställande direktör och koncernchef för KCI Konecranes Abp, som uppstod då Kone Oy avyttrade sin Kone Cranes-division. Han blev teknologie hedersdoktor 1997, tilldelades bergsråds titel 2000 och invaldes som utländsk ledamot av Kungliga Ingenjörsvetenskapsakademien 2005.

## Utmärkelser
- Förtjänstorden, tredje graden,  24 oktober 2006[2]
- Kommendörstecknet av Finlands Vita Ros’ orden,  6 december 2007[3]
- Kommendörstecknet av I klass av Finlands Lejons orden,  6 december 2023[4]
- Kommendör av 1. klass av Nordstjärneorden[5]

[Redigera Wikidata]